# Pallacanestro alla XIX Universiade - Torneo femminile
Il torneo di pallacanestro femminile della XIX Universiade si è svolto in Sicilia, Italia, nel 1997.

## Torneo femminile
Il torneo femminile vide gli Stati Uniti imporsi su Cuba, mentre la Rep. Ceca conquistò il terzo posto contro l'Italia.
| Gruppo A                        | Gruppo B                                   | Gruppo C                          | Gruppo D                  |
| ------------------------------- | ------------------------------------------ | --------------------------------- | ------------------------- |
| Rep. Ceca Italia Brasile Russia | Stati Uniti Lettonia Corea del Sud Turchia | Portogallo Svezia Canada Giappone | Cuba Russia Cina Bulgaria |

## Classifica
| -       | Paese       | Formazione |
| ------- | ----------- | --- |
| Oro     | Stati Uniti | Frett · Herrig · Holland-Corn · Johnson · Milton-Jones · Morgan · Potthoff · Sales · Scott · Smith · Starbird · Wolters · All.: Jim Foster |
| Argento | Cuba        | Castillo · García · Hechavarría · G. Hernández · Herrera · Martínez · Plutín · Ríos · Seino · Soria · Suero · Lisdeivis Víctores           |
| Bronzo  | Rep. Ceca   | Ammerová · Bortelová · Brabencová · Husáková · Jandová · Jarchovská · Kreuzová · Pechová · Procházková · Vodičková · Vojtová               |